# Moÿ-de-l’Aisne
Moÿ-de-l’Aisne ist eine französische Gemeinde mit 986 Einwohnern (Stand: 1. Januar 2022) im Département Aisne in der Region Hauts-de-France (vor 2016: Picardie); sie gehört zum Arrondissement Saint-Quentin und zum Kanton Ribemont.

## Geografie
Die Gemeinde Moÿ-de-l’Aisne liegt an der Oise, etwa elf Kilometer südsüdöstlich von Saint-Quentin.  Nachbargemeinden von Moÿ-de-l’Aisne sind Alaincourt im Norden und Nordosten, Brissy-Hamégicourt im Osten, Brissay-Choigny im Südosten, Vendeuil im Süden, Benay im Westen sowie Cerizy im Westen und Nordwesten.

## Bevölkerungsentwicklung
| Jahr                       | 1962 | 1968 | 1975 | 1982 | 1990 | 1999 | 2006 | 2013 | 2022 |
| Einwohner                  | 1211 | 1154 | 1126 | 1068 | 1017 | 1002 | 997  | 981  | 986  |
| Quellen: Cassini und INSEE |      |      |      |      |      |      |      |      |      |

## Sehenswürdigkeiten

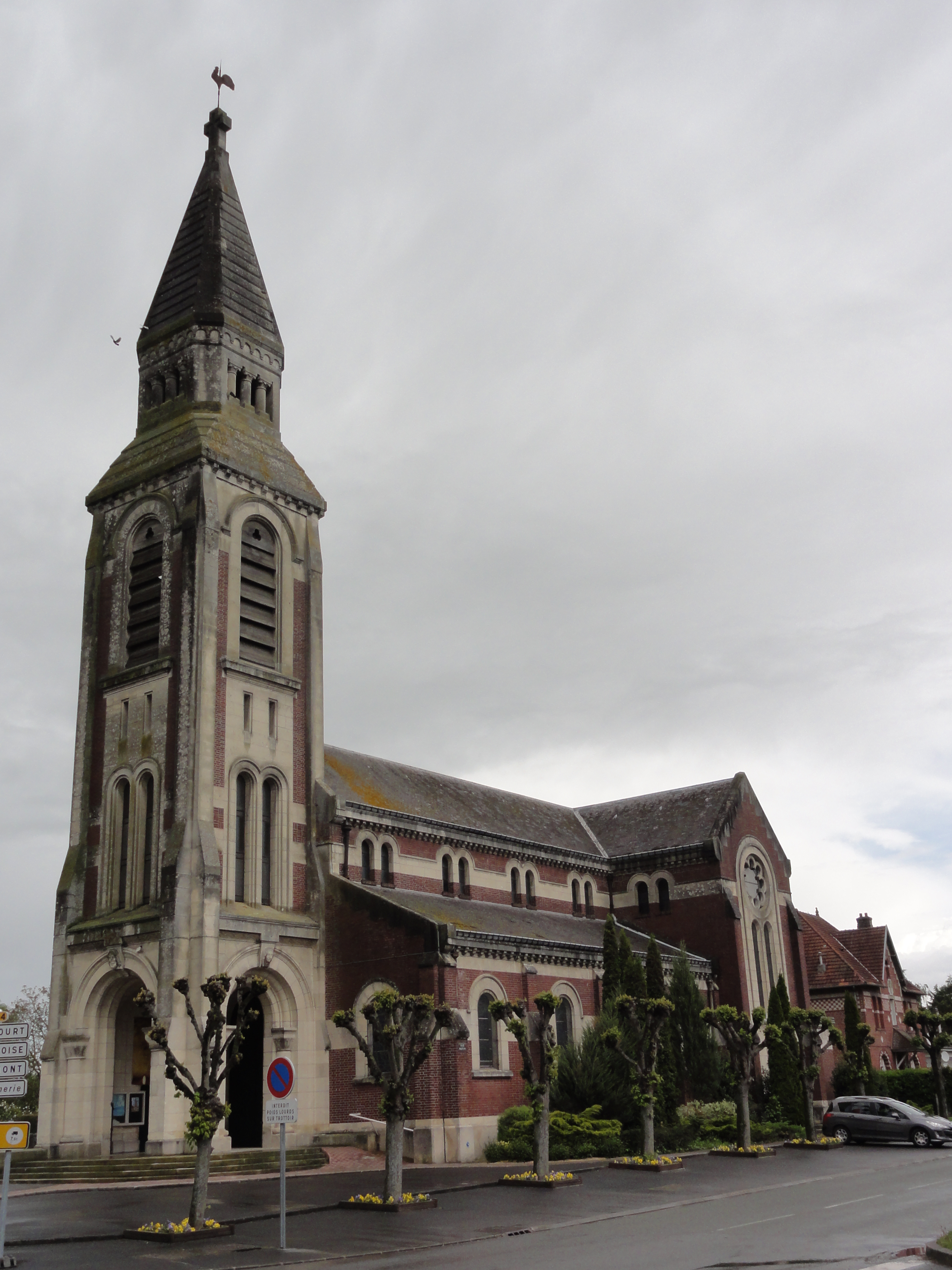
Kirche Saint-Quentin
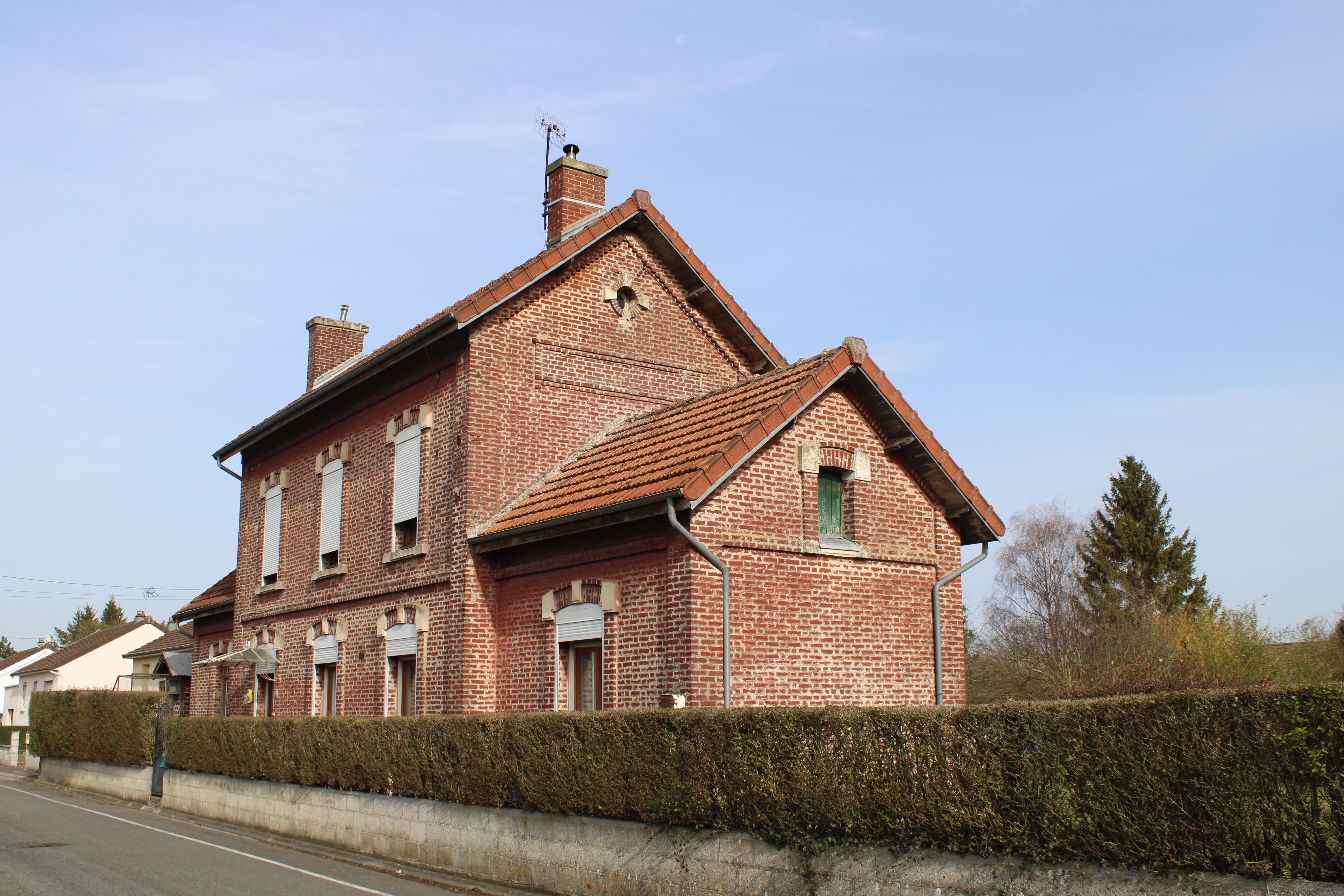
Bahnhof
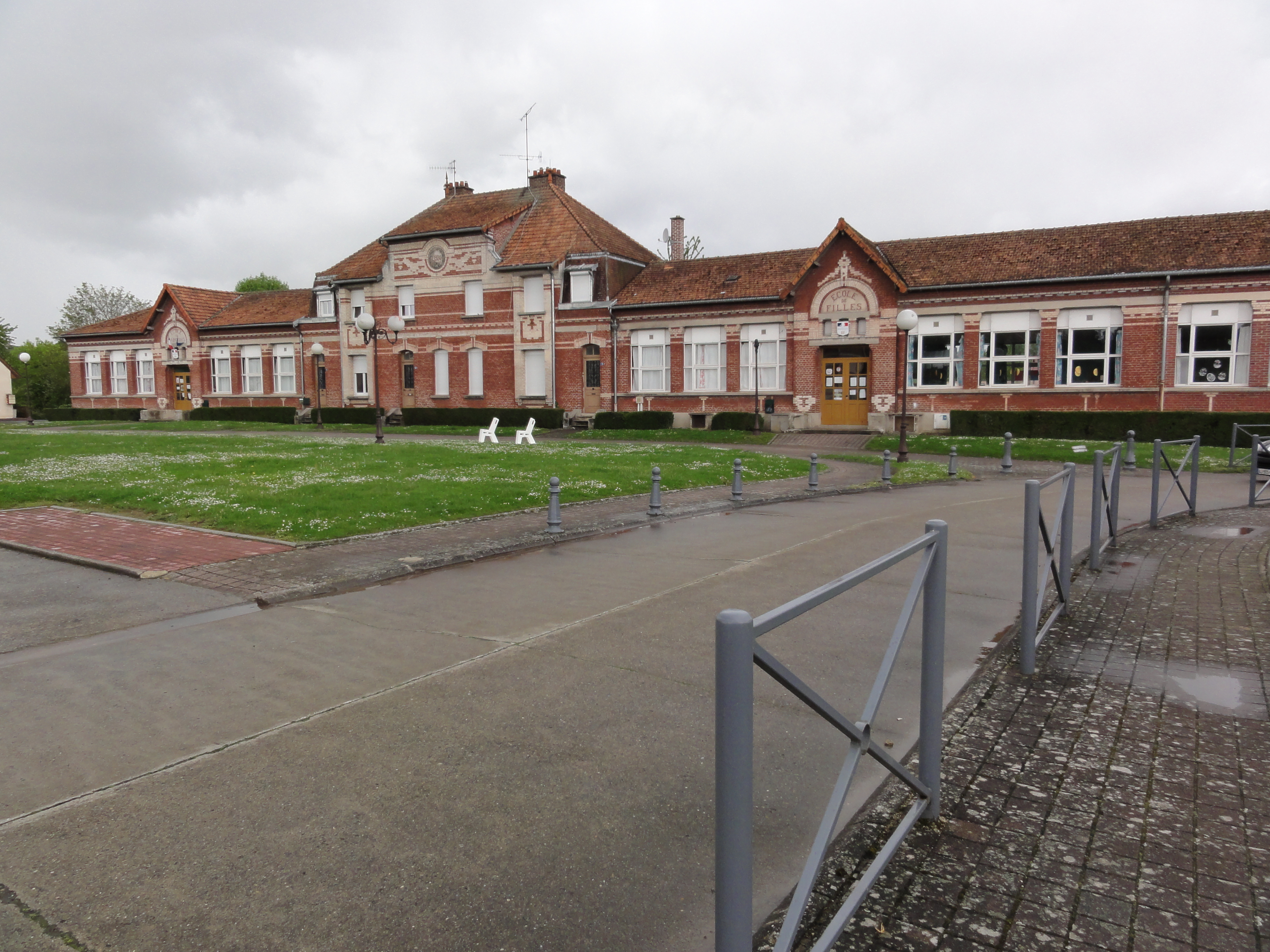
Schulen
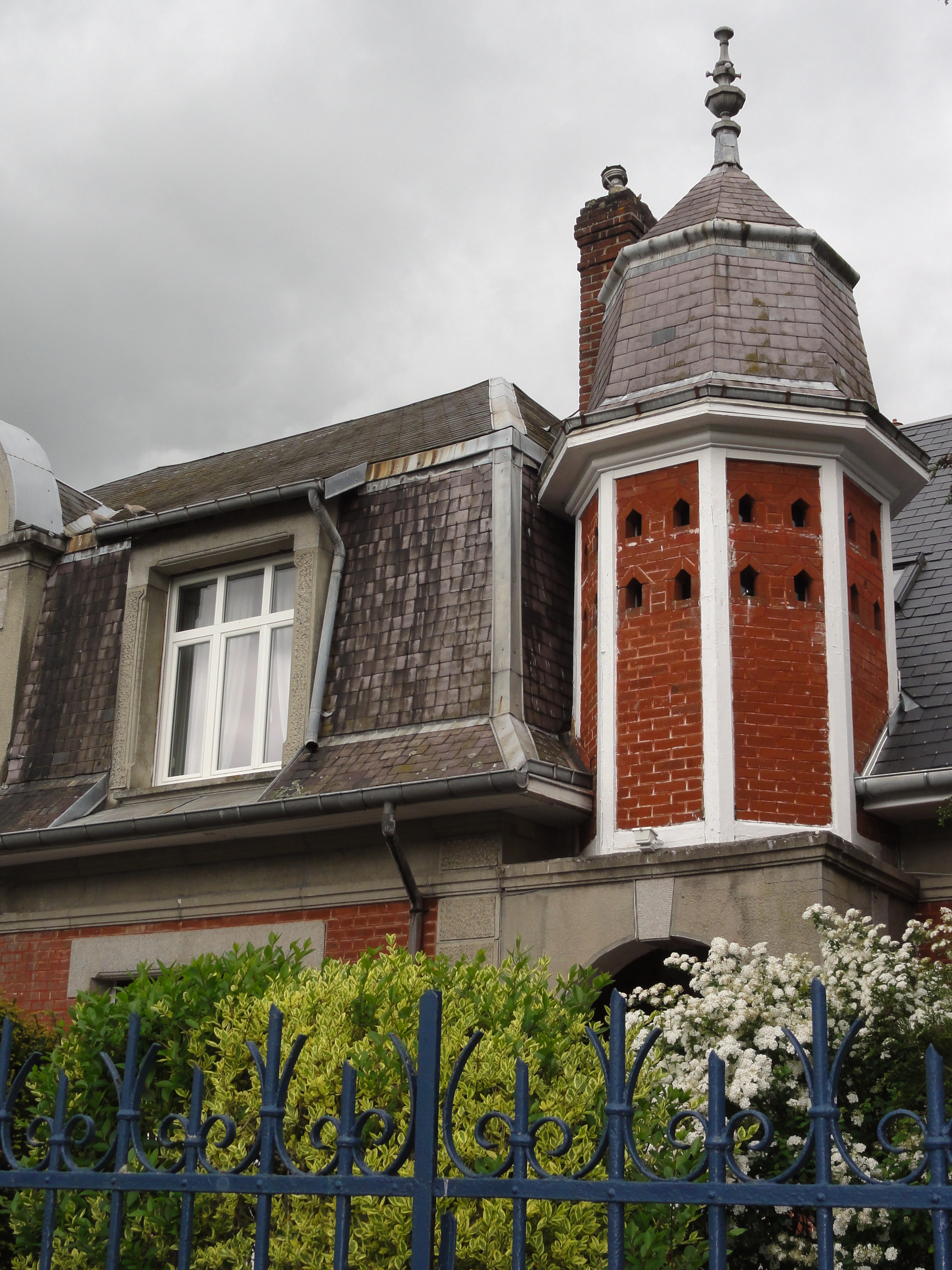
Taubenturm
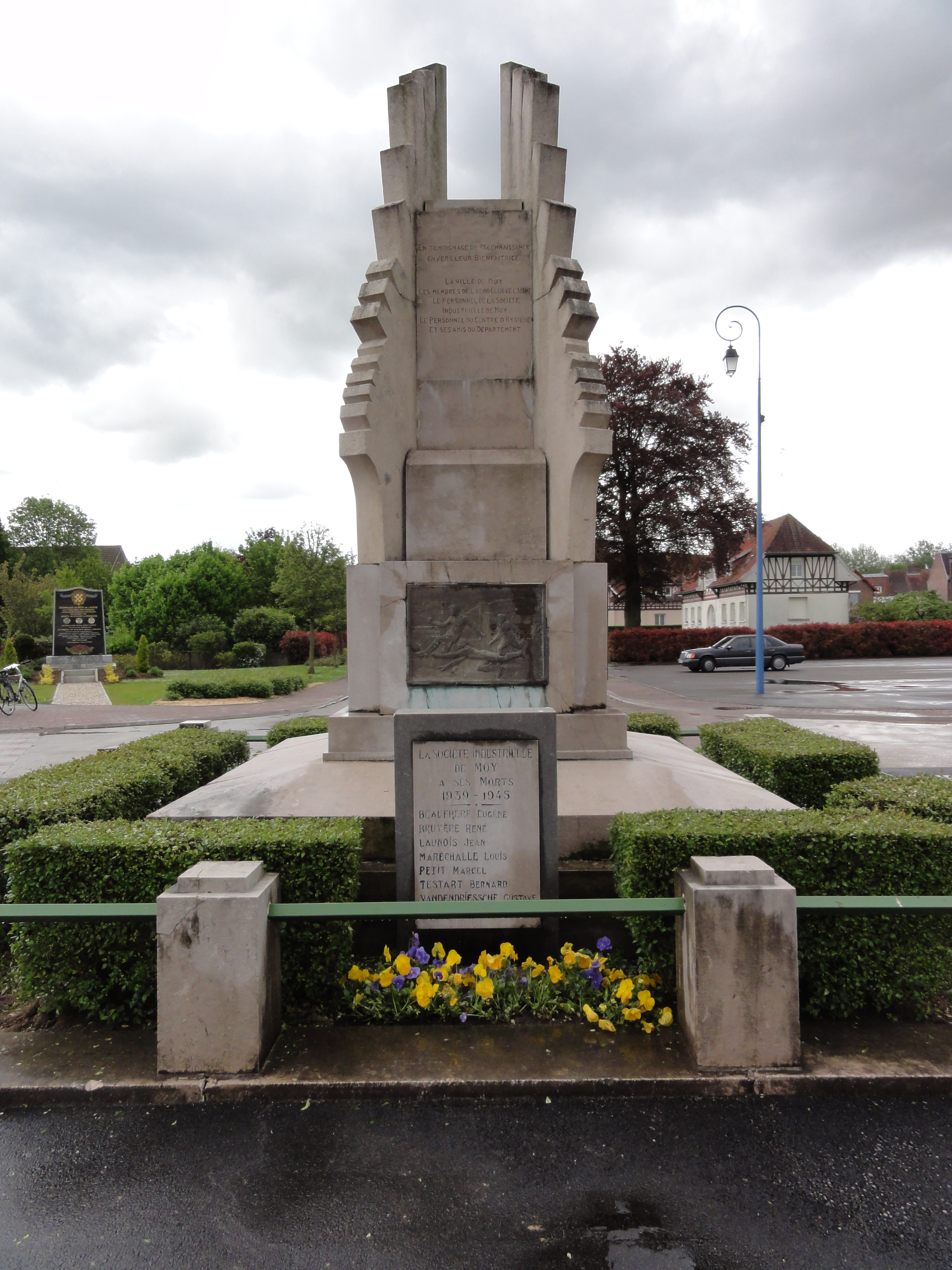

- französischer Nationalfriedhof

- Kirche Saint-Quentin
- Bahnhof
- Schulen
- Taubenturm